# Farwell (Pensilvania)
Farwell es un lugar designado por el censo ubicado en el condado de Clinton en el estado estadounidense de Pensilvania. En el Censo de 2020 tenía una población de 244 habitantes y una densidad poblacional de 223,85 habitantes por km². Fue incluido como CDP en el censo de 2020.

## Geografía
Farwell se encuentra ubicado en las coordenadas 41°19′58″N 77°42′52″O / 41.33278, -77.71444.Según la Oficina del Censo de los Estados Unidos,  tiene una superficie total de 1,09 km², de la cual 0,96 km² corresponden a tierra firme y 0,13 km² a agua.